# سیارک ۴۹۳۵۰
سیارک ۴۹۳۵۰ (به انگلیسی: 49350 Katheynix، نامگذاری:1998WQ8) چهل و نه هزار و سیصد و پنجاهمین سیارک کشف شده‌است که در ۲۷ نوامبر ۱۹۹۸ کشف شد.